# Distretto di Ban Dan Lan Hoi
Il distretto di Ban Dan Lan Hoi (in thailandese: บ้านด่านลานหอย) è un distretto (amphoe) della Thailandia, situato nella provincia di Sukhothai.